# Liste der deutschen Botschafter in Bangladesch
Die Liste der deutschen Botschafter in Bangladesch enthält alle Botschafter der Bundesrepublik Deutschland sowie der Deutschen Demokratischen Republik in Bangladesch.

## Bundesrepublik Deutschland
Diplomatische Beziehungen zwischen der Bundesrepublik Deutschland und Bangladesch bestehen seit 1972. Sitz der Botschaft ist in Dhaka.
| Name                              | Amtszeit  |
| --------------------------------- | --------- |
| Edwin Jungfleisch                 | 1972–1974 |
| Willi Albert Ritter               | 1974–1976 |
| Wolf-Dietrich Schilling           | 1976–1979 |
| Walther Marschall von Bieberstein | 1979–1985 |
| Klaus Max Franke                  | 1985–1989 |
| Karl-Heinz Scholtyssek            | 1989–1993 |
| Jürgen Gehl                       | 1993–1995 |
| Bruno Weber                       | 1996–1997 |
| Uwe Schramm                       | 1998–2001 |
| Dietrich Andreas                  | 2001–2006 |
| Frank Meyke                       | 2006–2009 |
| Holger Michael                    | 2009–2012 |
| Albrecht Conze                    | 2012–2014 |
| Thomas Prinz                      | 2015–2018 |
| Peter Fahrenholtz                 | 2018–2021 |
| Achim Tröster                     | 2021–2025 |
| Rüdiger Lotz                      | seit 2025 |

## Deutsche Demokratische Republik
Diplomatische Beziehungen zwischen Bangladesch und der Deutschen Demokratischen Republik bestanden seit dem 16. Januar 1972.
| Name                 | Amtszeit  | Anmerkungen     |
| -------------------- | --------- | --------------- |
| Lothar Wenzel        | 1972–1975 |                 |
| Wolfgang Bayerlacher | 1975–1977 |                 |
| Dieter Friede        | 1977–1981 |                 |
| Günter Heinrich      | 1982–1983 | Geschäftsträger |
| Lothar Nestler       | 1983–1987 |                 |
| Klaus Mäser          | 1987–1990 |                 |